# استرپتوکوک وستیبولاریس
استرپتوکوک وستیبولاریس، گونه‌ای آلفا همولیتیک از استرپتوکوک است که به‌عنوان ساکن طبیعی دهان انسان شناخته می‌شود. این باکتری جزو گروه استرپتوکوک‌های ویریدانس به شمار می‌رود و معمولاً به‌طور همزمان با سایر میکروارگانیسم‌های دهانی به شکل یک جامعه میکروبی پایدار در دهان حضور دارد. اگرچه به‌طور طبیعی بی‌ضرر است، در شرایطی که سیستم ایمنی فرد دچار سرکوب یا اختلال شود، می‌تواند عامل ایجاد عفونت‌های فرصت‌زده مانند اندوکاردیت در دریچه‌های مصنوعی قلب، عفونت‌های دندانی، باکتریمی و سپتی سمی گردد.

### ویژگی‌های میکروسکوپی و شیمیایی
استرپتوکوک وستیبولاریس، به‌عنوان یک باکتری گرم‌مثبت، به صورت کروی (کوک) در زنجیره‌ها یا خوشه‌های کوچک دیده می‌شود. این گونه از آنزیم‌هایی مانند دنازها و پروتئازها برخوردار است که نقش مهمی در تجزیهٔ مواد آلی دهانی ایفا می‌کنند. آزمون‌های همولیز بر روی محیط‌های خون‌دار نشان می‌دهد که این باکتری به صورت آلفا همولیتیک (کمی تخریب‌کننده سلول‌های قرمز خون) عمل می‌کند.

### اهمیت کلینیکی
اگرچه استرپتوکوک وستیبولاریس به‌طور طبیعی در دهان یافت می‌شود و معمولاً به بیماری منجر نمی‌شود، در افراد با سیستم ایمنی ضعیف یا در شرایط نامطلوب به‌عنوان عامل عفونت‌های فرصت‌زده شناخته شده است. گزارش‌های متعددی به خصوص در زمینه‌های اندوکاردیت (به ویژه در افراد دارای دریچه‌های قلب مصنوعی) و عفونت‌های دندانی منتشر شده است. همچنین، مطالعات نشان داده‌اند که این گونه ممکن است در برخی موارد موجب بروز باکتریمی و سپتی سمی شود، به‌ویژه در بیمارانی که تحت درمان‌های سرکوب‌کننده ایمنی قرار دارند.

### شناسایی و مقاومت آنتی‌بیوتیکی
تشخیص استرپتوکوک وستیبولاریس از نمونه‌های دهانی با استفاده از روش‌های میکروبیولوژیکی سنتی و همچنین تکنیک‌های مولکولی مانند PCR و تعیین توالی ژن 16S رRNA امکان‌پذیر است. مطالعات اخیر بر روی الگوهای مقاومت آنتی‌بیوتیکی این گونه نشان داده‌اند که در اکثر موارد حساس به پنی‌سیلین و دیگر آنتی‌بیوتیک‌های پایه‌ای است، اگرچه مقاومت به برخی عوامل دارویی گزارش شده است.

### کاربردهای تحقیقاتی
استرپتوکوک وستیبولاریس به‌عنوان یکی از اجزای جامعه میکروبی دهان، موضوع تحقیقات فراوانی در زمینه‌های ارتباط بین میکروبیوتا و بیماری‌های دهانی و سیستمیک قرار گرفته است. پژوهش‌های انجام‌شده نشان می‌دهد تغییرات در ترکیب میکروبی دهان می‌تواند به عنوان شاخصی برای بیماری‌های عفونی و حتی برخی شرایط سیستمیک به کار رود.

### پیشگیری و درمان
با پیشگیری از شرایط سرکوب سیستم ایمنی و رعایت بهداشت دهان و دندان، می‌توان از عفونت‌های ناشی از استرپتوکوک وستیبولاریس جلوگیری کرد. در موارد عفونت‌های اندوکاردیتی، درمان‌های آنتی‌بیوتیکی مطابق با دستورالعمل‌های کلینیکی توصیه می‌شود و در بیماران مستعد، پیشگیری با استفاده از آنتی‌بیوتیک‌های پیشگیرانه قبل از رویه‌های دندان‌پزشکی می‌تواند مؤثر باشد.